# Тімоті Омандсон
Тімоті Омандсон (англ. Timothy Omundson) — американський актор. Насамперед відомий завдяки ролям Шона Поттера у серіалі «Справедлива Емі», Елі у серіалі «Ксена: принцеса-воїн», Карлтона Лессітера у серіалі «Ясновидець», короля Річарда у серіалі «Галавант» та Каїна у серіалі «Надприродне».

## Біографія
Народився в Сент-Джозефі, Міссурі, США. Його тато працював на залізниці, а мама була вчителькою. Коли сім'я переїхала в Белв'ю, штат Вашингтон, дванадцятирічний Тімоті почав займатися акторською діяльністю в Дитячому театрі Сіетла. Під час навчання в середній школі долучався до гри у різних місцевих театрах. Влітку перед останнім роком середньої школи вивчав акторську гру в Нью-Йорку в Американській академії драматичного мистецтва. Два роки поспіль вигравав титул чемпіона дебатів штату Вашингтон з драматичної інтерпретації.
У 13 років разом із батьком вирушив у подорож Німеччиною та Австрією, і вважає це справді важливим періодом у своєму житті. 1987 року закінчив середню школу Інтерлейк у Белв'ю, штат Вашингтон. Потім вступив до Університету Південної Каліфорнії та здобув ступінь бакалавра з театрального мистецтва. Крім того, здобув такі університетські нагороди, як Премія імені Джека Ніколсона і Премія Джеймса і Нони Дуліттлів за відмінну акторську майстерність.
Озвучив персонажа Аріка Джоргана в онлайн-грі Star Wars: The Old Republic (2011). 2014 року виконав гостьову роль у серіалі «Надприродне», де зіграв біблійного Каїна. Також зіграв важливу роль у серіалі «Ясновидець», де з'явився в ролі детектива Карлтона Лассітера. Крім того, з'явився у трьох телевізійних фільмах, пов'язаних із цим серіалом: «Ясновидець. Фільм» (2017), «Ясновидець 2. Лессі повертається додому» (2020) і «Ясновидець 3. Це — Гас» (2021).
Також відомий ролями другого плану, зокрема ролями Шона Поттера у серіалі «Справедлива Емі», Елі в серіалі «Ксена: Принцеса-воїн» і короля Річарда в серіалі-м'юзиклі «Галавант».

## Особисте життя
Живе в Лос-Анджелесі, Каліфорнія, зі своєю дружиною Еллісон і двома доньками, 2002 і 2004 років народження. Наприкінці квітня 2017 року переніс серйозний інсульт, що вплинув на його здатність ходити, але невдовзі заново навчився ходити. Попри фізичні труднощі, Омундсону вдалося епізодично виконати роль Карлтона Лессітера у фільмі «Ясновидець. Фільм», а невдовзі повноцінно виконати цю роль у фільмах «Ясновидець 2. Лессі повертається додому» та «Ясновидець 3. Це — Гас». Також долучився до телесеріалу «Це — ми», у якому зіграв роль Грегорі, людини, яка видужала після інсульту.

## Фільмографія

### Кіно
| Рік  | Назва українською         | Назва                              | Роль                  | Нотатки |
| ---- | ------------------------- | ---------------------------------- | --------------------- | ------- |
| 1996 | Глупа ніч                 | Dead of Night                      | Менеджер клубу        |         |
| 1997 | Зникнення Кевіна Джонсона | The Disappearance of Kevin Johnson | Нік Ферретті          |         |
| 1997 | Зоряний десант            | Starship Trooper                   | Психіатр              |         |
| 2001 | Пароль «Риба-Меч»         | Swordfish                          | Агент Томас           |         |
| 2001 | Ірландська вдача          | The Luck of the Irish              | Шеймус МакТірнан      |         |
| 2003 | До біса любов!            | Down with Love                     | Ар-Джей               |         |
| 2005 | Сильнодійне лікарство     | Hard Pill                          | Бред                  |         |
| 2006 | Місія нездійсненна 3      | Mission: Impossible III            | Агент МВФ             |         |
| 2007 | Божевільний               | 'Crazy                             | Пол Говард            |         |
| 2011 | 25 Гілл                   | 25 Hill                            | Томас Колдвел         |         |
| 2011 | Волтрон. Закінчення       | Voltron: The End                   | Ланс Реньє            |         |
| 2012 | Той чувак з…              | That Guy… Who Was in That Thing    | Себе                  |         |
| 2017 | Вуді Вудпекер             | Woody Woodpecker                   | Ланс Волтер           | [ 2 ]   |
| 2017 | Дикий мед                 | Wild Honey                         | Мартін                |         |
| 2017 | Картер і Джун             | Carter & June                      | Сперсер Реббіт        |         |
| 2019 | Службовий обов'язок       | Line of Duty                       | Ніколас Люк Форрестер |         |

### Телебачення
| Рік       | Назва українською                       | Назва                           | Роль                                        | Нотатки                                                           |
| --------- | --------------------------------------- | ------------------------------- | ------------------------------------------- | ----------------------------------------------------------------- |
| 1992      | Сайнфелд                                | Seinfeld                        | Рікі Росс                                   | Епізод: «Листи Чівера»                                            |
| 1993      | Морські пригоди                         | seaQuest DSV                    | Доктор Джошуа Левін                         | 4 епізоди                                                         |
| 1993      | Одружені... та з дітьми                 | Married… with Children          | Бармен                                      | Епізод: «Ні, мем»                                                 |
| 1994      | Діагноз: Вбивство                       | Diagnosis: Murder               | Бенджамін Стренд                            | Епізод: «Ангел-охоронець»                                         |
| 1994      | Шоу Джорджа Карліна                     | The George Carlin Show          | Бородатий чоловік                           | Епізод: «Джордж підіймає святого духа»                            |
| 1994      | Дні нашого життя                        | Days of Our Lives               | Джеррі                                      | Епізод: 7596                                                      |
| 1995      | Медична куля                            | Medicine Ball                   | Доктор Патрік Єйтс                          | Епізод: «Чарівник із Браз»                                        |
| 1995      | Дивна удача                             | Strange Luck                    | Стів Медевой                                | Епізод: «Випробувальний період»                                   |
| 1996      | Містер і місіс Сміт                     | Mr. & Mrs. Smith                | Крейг Томпсон                               | Епізод: «Епізод про космічний політ»                              |
| 1997      | Темні небеса                            | Dark Skies                      | Джеррі Рубін                                | Епізод: «Both Sides Now»                                          |
| 1997      | Відносини                               | Relativity                      | Терапевт                                    | Епізод: «Карен та її сестри»                                      |
| 1997      | Дженні                                  | Jenny                           | Гріффін                                     | Епізод: «Дівчині потрібно підготуватися до свого близького плану» |
| 1997      |                                         | Fired Up                        | Скотт                                       | 4 епізоди                                                         |
| 1998      | Фрейзер                                 | Frasier                         | Режисер                                     | Епізод: «Скорбота»                                                |
| 1998      | Спадщина                                | Legacy                          | Ллойд Кобб                                  | Епізоди: «Емма», «Пошукова група»                                 |
| 1999      | Джек і Джилл                            | Jack & Jill                     | Тревіс Катлер                               | 4 епізоди                                                         |
| 1999–2000 | Ксена: принцеса-воїн                    | Xena: Warrior Princess          | Елі                                         | Повторювана роль, 6 епізодів                                      |
| 2000      | Ранковий випуск                         | Early Edition                   | Антуан Гурман                               | Епізод: «Що б ви не робили, головне — грайте»                     |
| 2000      | V.I.P.                                  | V.I.P.                          | Чік Марс                                    | Епізод: «Світло, камера, Вал»                                     |
| 2000      | Цілуючи завтра на прощання              | Kiss Tomorrow Goodbye           | Сільвіо                                     | Телефільм                                                         |
| 2001      | Ірландський щасливчик                   | The Luck of the Irish           | Шеймус МакТірнан                            | Телефільм                                                         |
| 2001      | Поліція Нью-Йорка                       | NYPD Blue                       | Сет Верна                                   | Епізод: «Підглядаючий Томмі»                                      |
| 2003      | Джон Доу                                | John Doe                        | П. Дж. Фокс                                 | Епізод: «Тональний труп»                                          |
| 2004      | Дедвуд                                  | Deadwood                        | Бром Гарретт                                | 4 епізоди                                                         |
| 2004      | Частини тіла                            | Nip/Tuck                        | Джеремі Седдлер                             | Епізод: «Місіс Грабман»                                           |
| 2000–2005 | Справедлива Емі                         | Judging Amy                     | Шон Поттер                                  | Головна роль                                                      |
| 2005      | Чужа сім'я                              | The O.C.                        | Заступник окружного прокурора Кріс Колдуелл | Епізод: «Наслідки»                                                |
| 2005      | C.S.I.: Місце злочину Маямі             | CSI: Miami                      | Тед Гріффін                                 | Епізод: «Жертва»                                                  |
| 2005      | Криміналісти: мислити як злочинець      | Criminal Minds                  | Філіп Дауд                                  | Епізод: «L.D.S.K.»                                                |
| 2006      | 24                                      | 24                              | Полаков                                     | Епізод: «День 5: 2:00–3:00»                                       |
| 2006      | CSI: Місце злочину                      | CSI: Crime Scene Investigation  | Продюсер                                    | Епізод: «Люблю дивитися»                                          |
| 2006–2014 | Ясновидець                              | Psych                           | Карлтон Лассітер                            | Головна роль                                                      |
| 2007–2008 | Єрихон                                  | Jericho                         | Філ Константіно                             | Повторювана роль, 7 епізодів                                      |
| 2008      | Мертва справа                           | Cold Case                       | Люк Росс                                    | Епізод: «Саботаж»                                                 |
| 2008      | Юристи Бостона                          | Boston Legal                    | Білл Уізерс                                 | Епізод: «Непристойні пропозиції»                                  |
| 2009      | Без сліду                               | Without a Trace                 | Адам Фішер                                  | Епізод: «Друзі та сусіди»                                         |
| 2010      | Глибина                                 | The Deep End                    | Містер Оллерман                             | Епізод: Пілотна серія                                             |
| 2010      | Жива мішень                             | Human Target                    | Допитувач                                   | Епізоди: «Крістофер Ченс», «Ілса Пуччі»                           |
| 2011      | Столик у куті                           | The Booth at the End            | Саймон                                      | Вебсеріал; головна роль (сезон 1)                                 |
| 2012      | Сховище 13                              | Warehouse 13                    | Тренер                                      | Епізод: «Немає болю — немає вигоди»                               |
| 2014–2015 | Надприродне                             | Supernatural                    | Каїн                                        | Епізоди: «Перший», «Пісня ката»                                   |
| 2015–2016 | Галавант                                | Galavant                        | Король Річард                               | Головна роль                                                      |
| 2015      | Кралі в Клівленді                       | Hot in Cleveland                | Марк                                        | Епізод: «Сімейні справи»                                          |
| 2015      | Кей і Піл                               | Key and Peele                   | Гаррі Пітерс                                | Епізод: «Суперкубок Кея та Піла»                                  |
| 2015      | Робоцип                                 | Robot Chicken                   | Найджел Торнберрі                           | Епізод: «Зеб і Кевін в еротичному джакузі»                        |
| 2017–2019 | Американська домогосподарка             | American Housewife              | Стен Лоутон                                 | 3 епізоди                                                         |
| 2017      | Люцифер                                 | Lucifer                         | Ерл «Бог» Джонсон                           | Епізод: «Бог Джонсон»                                             |
| 2017      | По-собачому                             | Downward Dog                    | Ерік                                        | Епізод: «Повний пакет»                                            |
| 2017      | Ясновидець: Фільм                       | Psych: The Movie                | Карлтон Лассітер                            | Телефільм                                                         |
| 2018      |                                         | Fortune Rookie                  | Тім                                         | Епізод: «Заклятий ворог»                                          |
| 2019–2020 | Це — ми                                 | This Is Us                      | Ґреґорі                                     | 7 епізодів                                                        |
| 2020      | Ясновидець 2: Лессі повертається додому | Psych 2: Lassie Come Home       | Карлтон Лассітер                            | Телефільм                                                         |
| 2021      | Ясновидець 3: Це Ґас                    | Psych 3: This Is Gus            | Карлтон Лассітер                            | Телефільм                                                         |
| 2021      | Новий Амстердам                         | New Amsterdam                   | Кіт Вейл                                    | Епізод: «Сміх, надія і шкарпетка в оці»                           |
| 2024      | Персі Джексон та Олімпійці              | Percy Jackson and the Olympians | Гефест                                      | Епізод: «Бог купує нам бургери»                                   |